# USB-флеш-накопитель

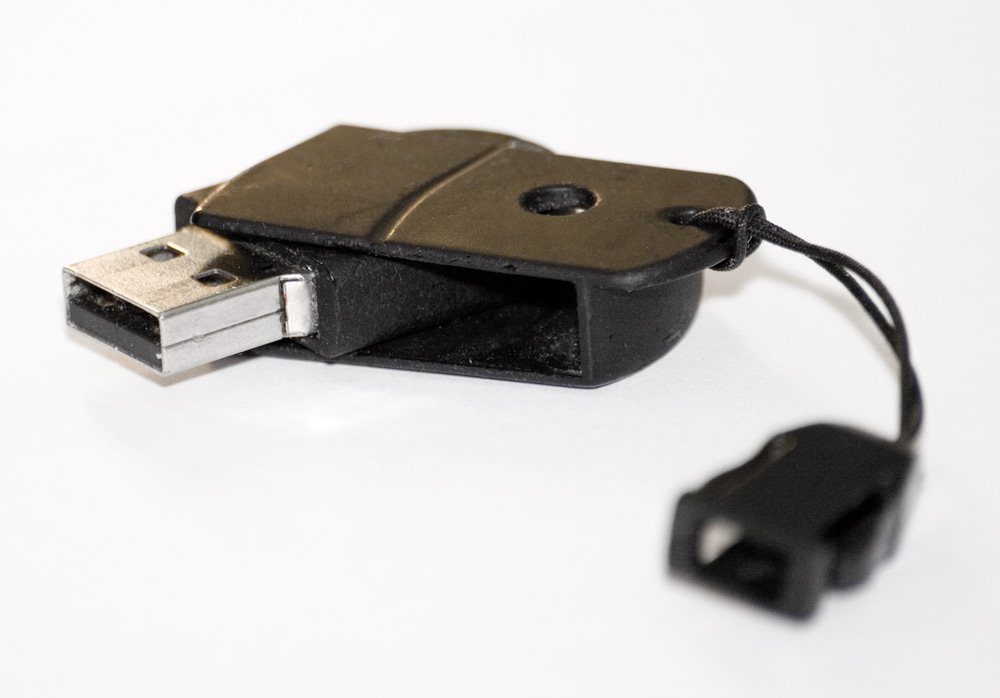
USB 2.0 Flash Drive

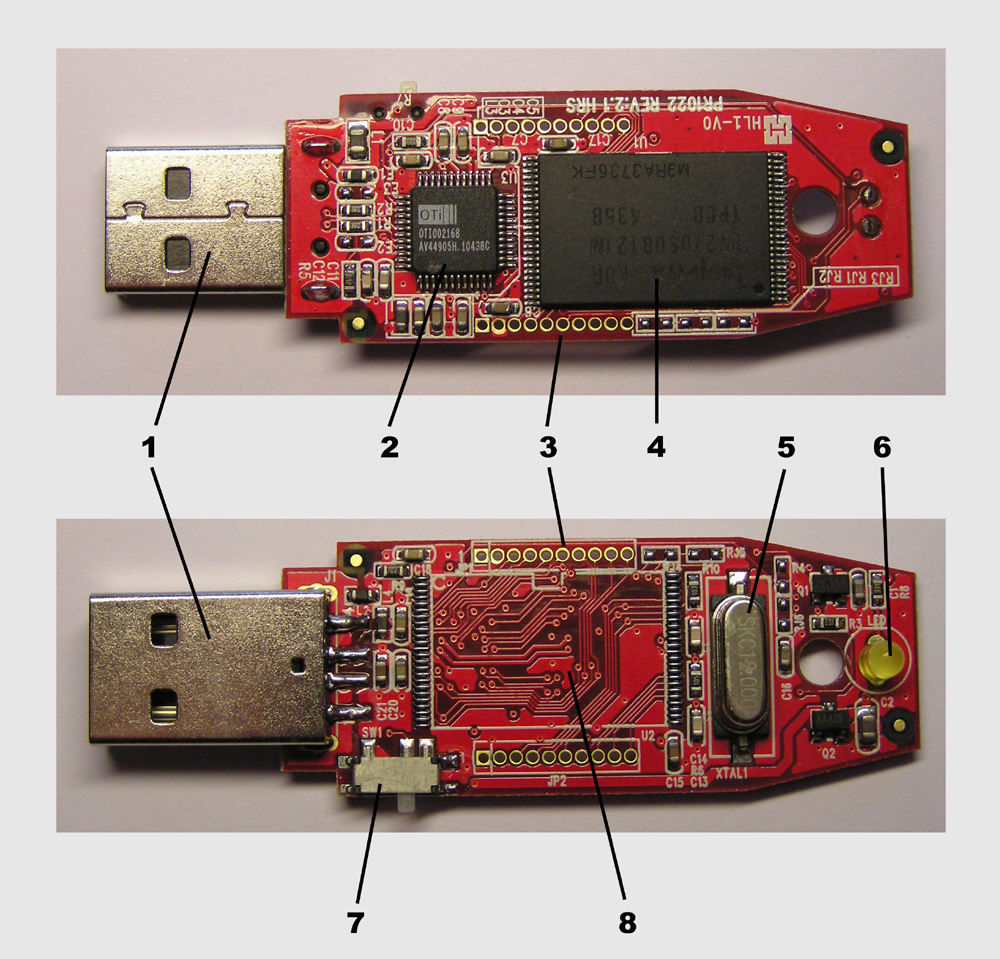
1 — USB-коннектор; 2 — микроконтроллер; 3 — контрольные точки; 4 — микросхема флеш-памяти; 5 — кварцевый резонатор; 6 — светодиод; 7 — переключатель «защита от записи»; 8 — место для дополнительной микросхемы памяти

USB-флеш-накопитель (разг. флешка, ранее — флэшка) — запоминающее устройство, использующее в качестве носителя флеш-память, и подключаемое к компьютеру или иному устройству (например, к телевизору или магнитоле) по интерфейсу USB, пришедшее на замену гибким магнитным дискам (дискетам) и оптическим дискам. Флеш-накопители USB обычно являются съёмными и перезаписываемыми, и физически намного меньше, чем оптический диск. Большинство весит менее 25 граммов. USB-накопители часто используются для тех же целей, для которых когда-то использовались гибкие диски или компакт-диски; то есть для хранения, резервного копирования данных и передачи компьютерных файлов, также, они используются для установки операционных систем на компьютеры и для загрузки LiveUSB-сборок (например, для работы с разделами дисков или для восстановления системных данных/удаления вредоносного ПО и восстановления работоспособности основной ОС на системном диске). Они меньше, быстрее, имеют гораздо бо́льшую ёмкость и более прочны и надежны, потому что у них нет движущихся частей. К тому же, для чтения и записи не требуются дисководы. Кроме того, они невосприимчивы к магнитным полям (в отличие от флоппи-дисков) и не подвергаются воздействию поверхностных царапин (в отличие от компакт-дисков). Единственным минусом является риск потери данных при воздействии рентгеновского излучения, однако современные интроскопы облучают груз очень кратковременными импульсами излучения, так что при процедуре досмотра в аэропорту, в метро, на вокзале риск потери и повреждения данных минимален.

## Описание
Основное назначение USB-накопителей — хранение, перенос и обмен данными, резервное копирование, загрузка операционных систем (Live USB) и др.
Основные компоненты флешки:
- USB-интерфейс (чаще USB 2.0 или 3.0 Стандарт-А, иногда microUSB) — обеспечивает физическое соединение с компьютером.
- Контроллер — небольшой микроконтроллер со встроенными ROM и RAM[2].
- NAND  - чип флеш-памяти — хранит основную информацию.
- Осциллятор — генерирует синхронизирующий сигнал (12 MHz) для шины USB.

На большинстве флешек повсеместно используются файловые системы семейства FAT. В зависимости от размера накопителя применяются FAT16, FAT32 или exFAT. Для флешек размером 64 ГБ и более используются NTFS или exFAT.
Первое поколение флешек представленное на рынке в 2000 — первой половине 2001 года, требовали для подключения к компьютерам индивидуальных драйверов, поставлявшихся вместе с накопителями на дискетах, что серьёзно ограничивало ценность флешек в качестве универсального средства переноса информации. Во второй половине 2001 года на рынке были представлены накопители второго поколения (такие как Apacer HandyDrive), которые не требовали установки специальных драйверов, для подключения к компьютерам под управлением операционных систем Windows 2000, Windows Me, Windows XP. Драйверы остались необходимы только для подключения к компьютерам под управлением устаревающей операционной системы Windows 98/98SE.

## Дизайн
Обычно устройство имеет вытянутую форму и съёмный колпачок, прикрывающий разъем,; иногда прилагается шнур для ношения на связке ключей. Также нередко флешки выполняются в виде "заглушки" (внешне похожа на USB-передатчик для беспроводных мышек и клавиатур), имеющей минимальные размеры. Современные флешки имеют самые разные размеры и способы защиты разъёма, а также «нестандартный» внешний вид (армейский нож, часы, открывалка, фигурка персонажа и т. п.) и различные дополнительные возможности (например, ввод пин-кода, проверку отпечатка пальца и т. п.). Обычный размер — 3—5 см, вес — меньше 60 г.
Некоторые варианты дизайна USB-флеш-накопителей:

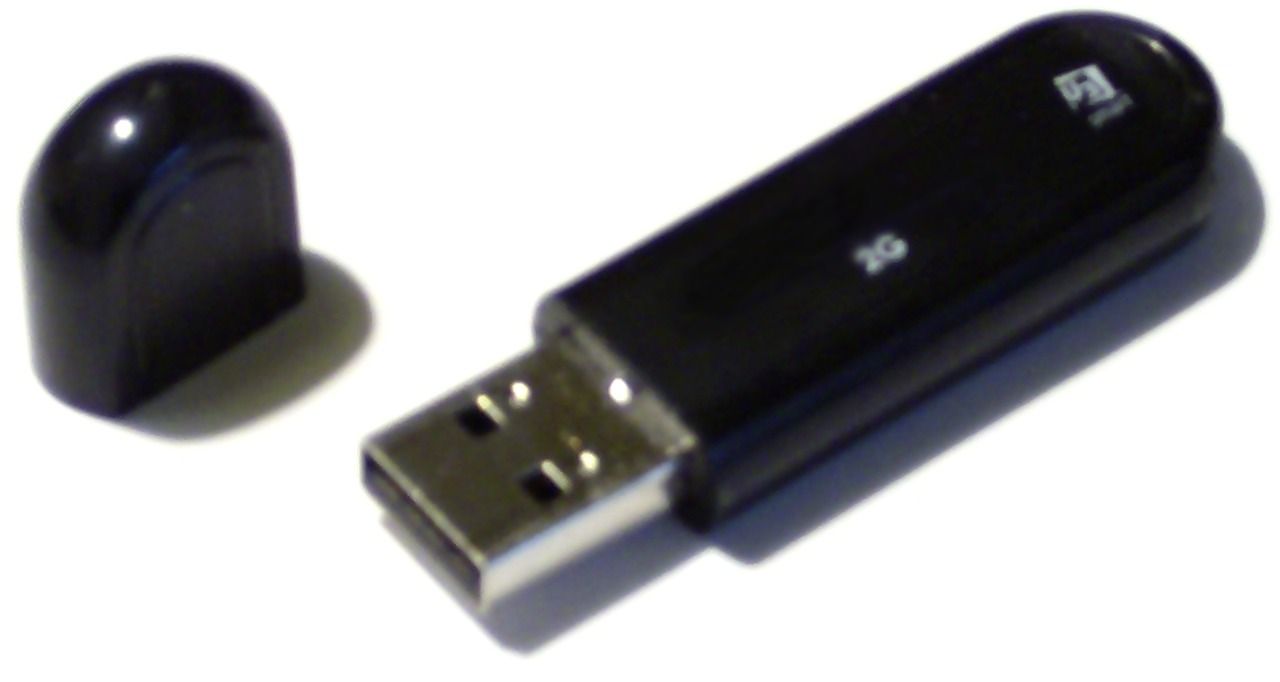
Простая форма, фиксированный USB-разъём, съёмный защитный колпачок
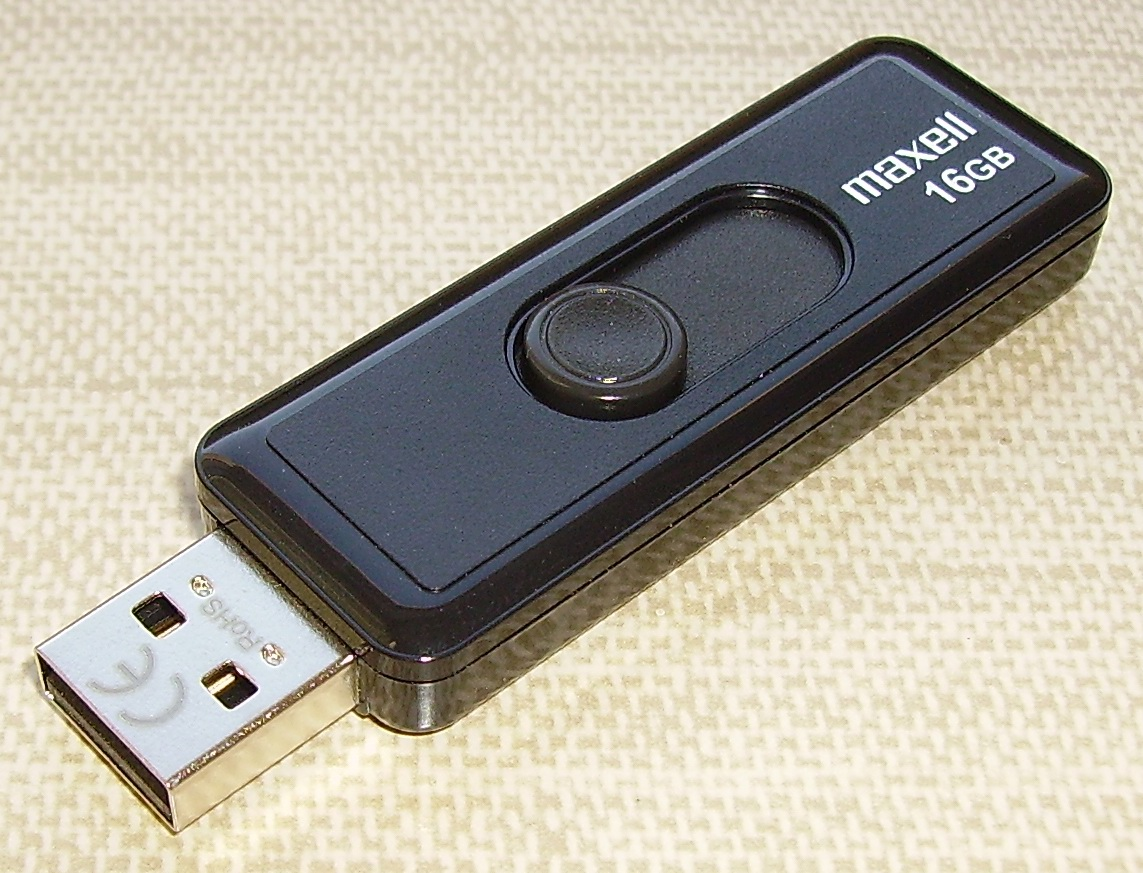
Простая форма, выдвигающийся USB-разъём (на самом деле, в подвижной части корпуса закреплена вся плата накопителя, а не только разъём)
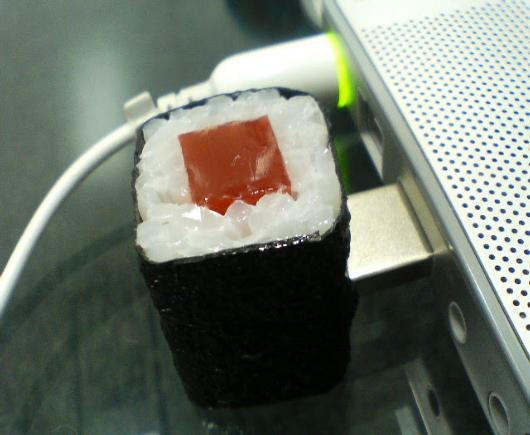
Декоративный внешний вид корпуса (имитация суши)
Инкрустированная бриллиантами флешка Uniq в виде музыкального инструмента
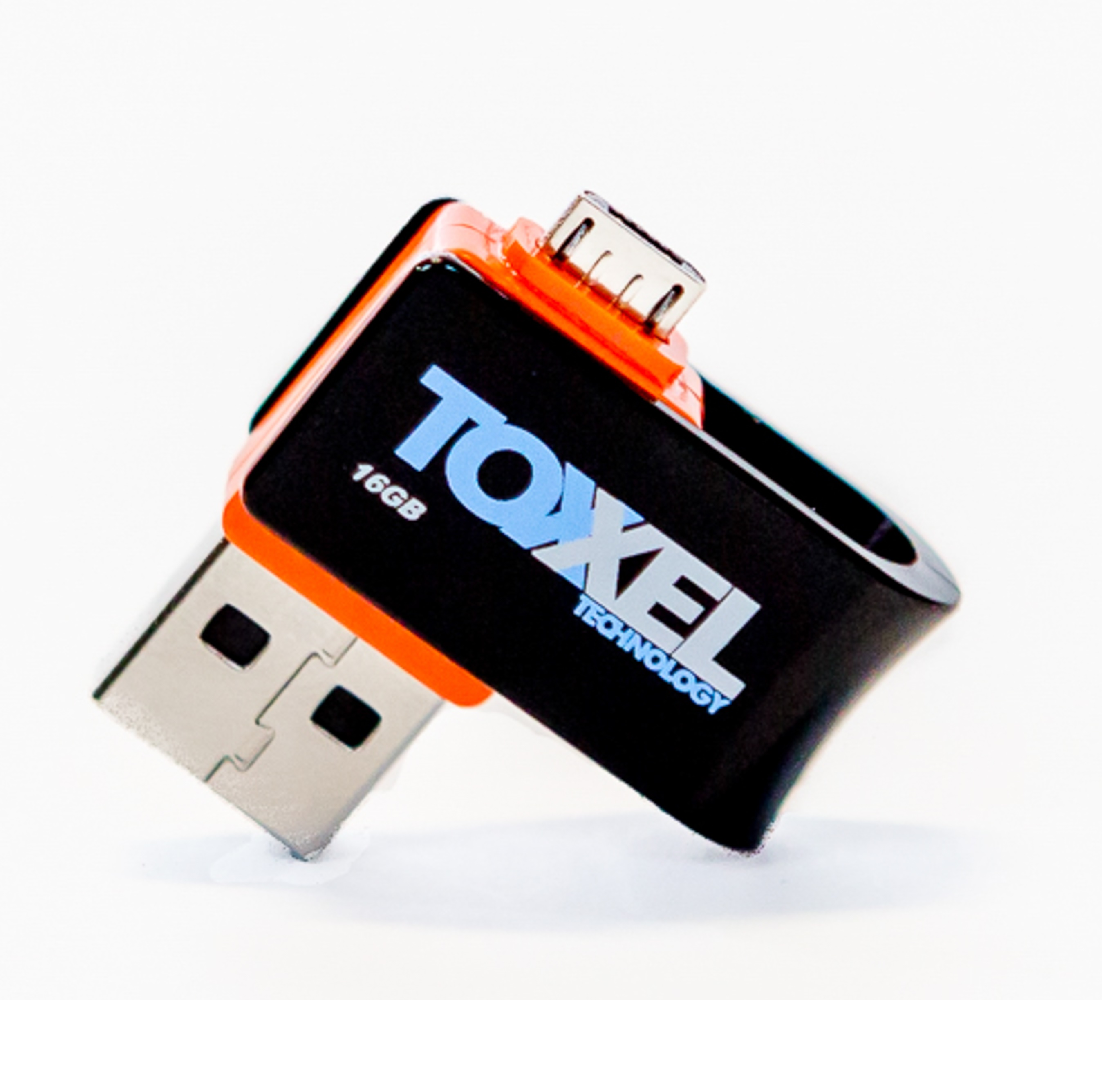
С USB-разъёмом типа А и microUSB-разъёмом типа B (для подключения к смартфонам, планшетам и т. д.)
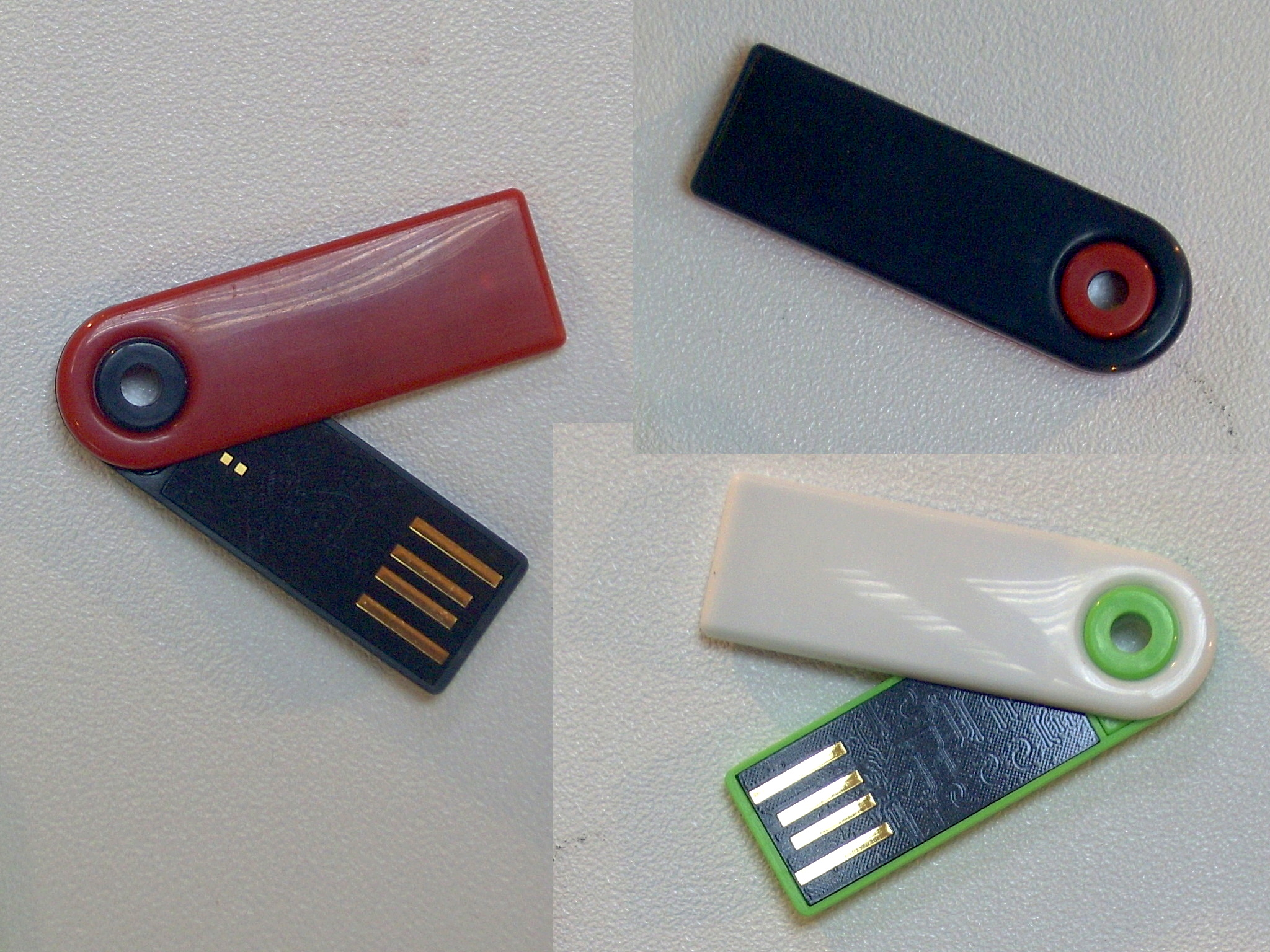
Миниатюрных размеров с цельнозалитым корпусом и без металлической рамки USB-разъёма типа А, и защитной поворотной пластинкой на шарнире
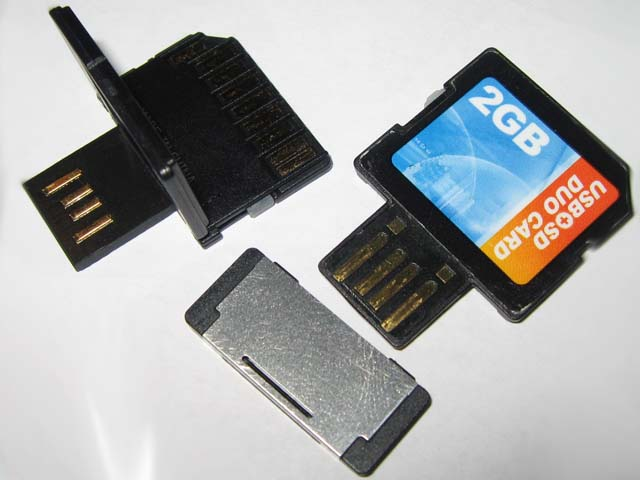
Накопители с комбинированными интерфейсами USB-флеш и Secure Digital

## История
Первые USB-флеш-накопители появились в 2000 году. С 1998 по 2000 годы ряд компаний и отдельных лиц заявляли о своём первенстве в их изобретении.
Согласно многим источникам, первый патент на USB-флеш-накопитель был зарегистрирован в апреле 1999 года в США сотрудниками израильской компании M-Systems Амиром Баном, Довом Мораном и Ораном Огданом. При этом отмечалось что в патенте был описан продукт, в котором между блоком памяти и USB-разъемом находится кабель. В заявке на патент от 13 сентября 1999 года, составленой сотрудником IBM Шимоном Шмуэли, уже более точно описан USB флеш-накопитель — там отсутствует кабель. Для вывода продукта на рынок IBM стала сотрудничать с M-Systems. При этом сам накопитель был представлен гораздо позднее, в сентябре 2000 года. Флешку назвали DiskOnKey, в США она продавалась совместно с IBM и несла на борту логотип американской корпорации. Первая флешка обладала 8 Мб памяти и стоила 50$, к концу года вышли модели на 16 Мб и 32 Мб (100$). Однако еще ранее, в феврале 2000 года на выставке CeBIT в Германии, небольшая сингапурская компания Trek 2000 Technology представила свою разработку ThumbDrive (объёмом 8 Мб),  в целом повторяющую патенты от M-Systems и IBM. Получив на выставке сотни заказов, с апреля по июль 2000 года компания произвела и продала более 100 тысяч накопителей ThumbDrive под собственной торговой маркой . Это привело к судебным разбирательствам в результате которых Trek 2000 Technology смогла доказать своё первенство в Сингапуре, но проиграла иски, поданные в других странах. Китайская компания Netac Technology также претендовала на первенство в изобретении USB-флеш-накопителя.
С конца 2000 года USB-флеш-накопитель ARMAS Trek ThumbDrive начал продаваться и в России.

## Преимущества и недостатки
Преимущества

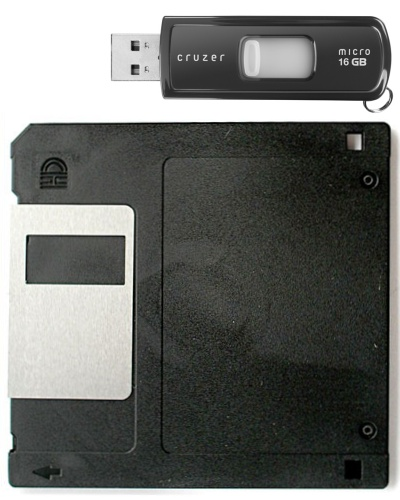
Сравнение размеров 3,5-дюймовой дискеты и USB-флеш-накопителя

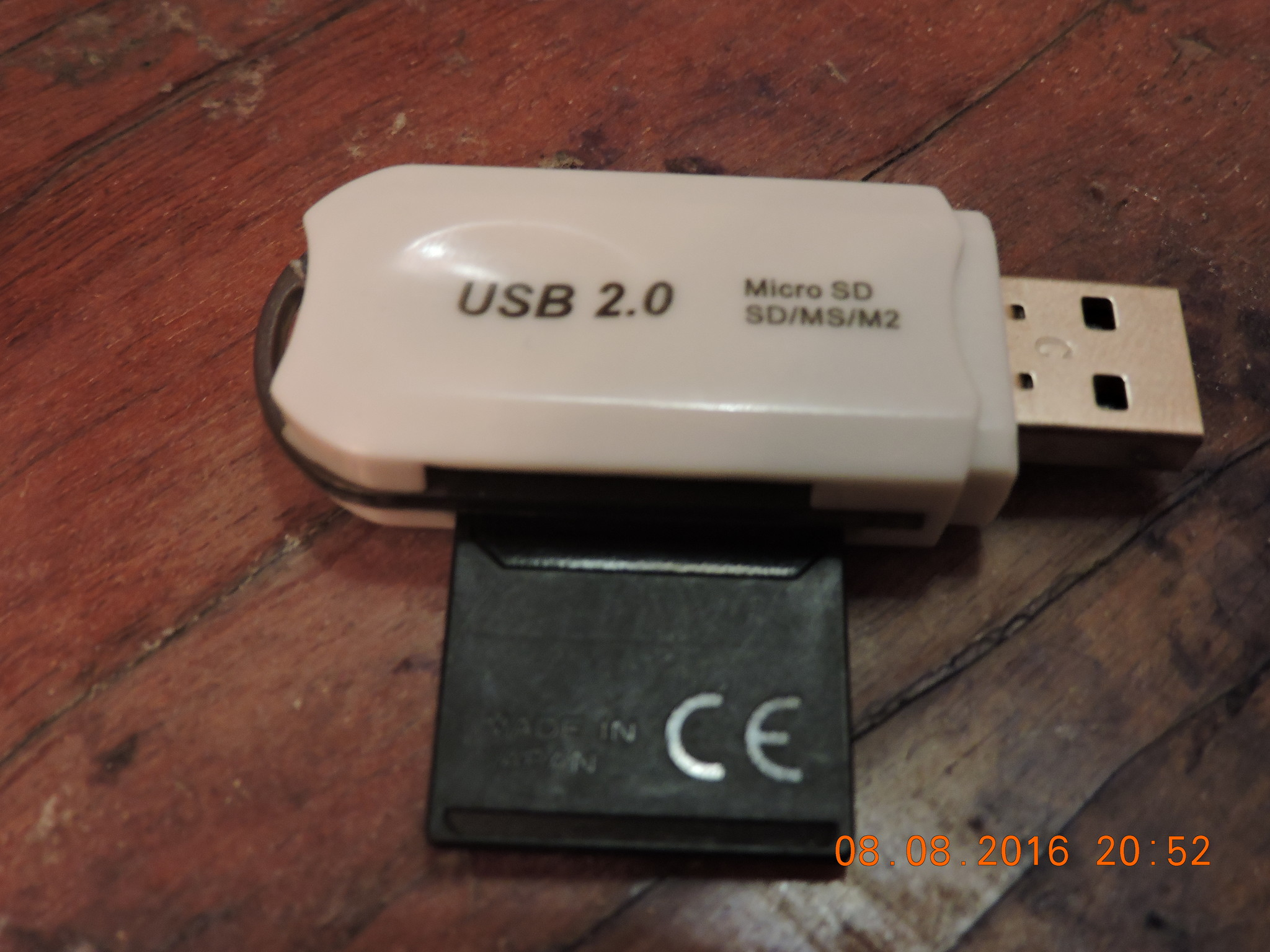
Картридер имеет вид флешки и позволяет читать карты памяти различных форматов

- Малый вес, бесшумность работы и портативность.
- Универсальность: современные компьютеры, телевизоры, DVD- и медиа-проигрыватели имеют USB-порты.
- Низкое энергопотребление (благодаря отсутствию механических систем, в отличие от CD, DVD, BD и жёстких дисков)
- Работоспособность в широком диапазоне температур.
- Более устойчивы к механическим воздействиям (вибрации и ударам), а также к воздействию магнитных полей по сравнению с жёсткими дисками.
- Не подвержены воздействию царапин и пыли, которые были проблемой для оптических носителей и дискет (главное, чтобы пыль не загрязняла контакты USB-разъёма).
- Способны сравнительно длительно хранить данные в автономном режиме (не требуя питания), от единиц до 10 лет. В худшем случае (дешёвый накопитель с большим износом) хранение данных обеспечивается в течение 3—5 месяцев[15].

Недостатки
- Ограниченное число циклов записи-стирания перед выходом из строя. Чипы памяти, сделанные по технологии MLC (большинство), чаще всего выдерживают не более 5000 циклов перезаписи[16]. Кроме этого, ограничен ресурс USB-коннектора — около 1500 подключений[17].
- Скорость записи и чтения ограничены пропускной способностью USB, что особенно сильно проявляется для USB 2.0 (не более 35 МБ/с)[18].
- В отличие от компакт-дисков, имеют недостатки, свойственные любой полупроводниковой электронике:
  - чувствительны к электростатическому разряду — обычное явление в быту, особенно зимой;
  - чувствительны к радиации, однако при облучении современными интроскопами (рентгеновскими сканерами багажа) в аэропортах, вокзалах, на станциях метро риск повреждения или потери данных минимален из-за очень малых экспозиционных доз.
- Несимметричность интерфейса при симметрично выглядящем разъёме, отчего подключить сразу получается не всегда. Недостаток многих разъёмов, проявившийся для USB вообще, а для флешек особенно — из-за частого подключения-отключения. Похожий недостаток — у ключей, устраняемый симметричной бородкой. Однако данная проблема во многих моделях уже устранена благодаря повсеместному распространению современного симметричного разъёма USB Type-C, такие флешки можно подключить и к смартфонам с разъемом USB Type-C.

## Безопасность
Флеш-накопитель — это один из самых распространённых носителей данных на сегодня. Вследствие включённой по умолчанию возможности одной из наиболее распространённых операционных систем — Windows (начиная с Windows 95) — позволять автозапуск со сменных носителей, флеш-накопители способствуют распространению вирусов в среде Windows при обмене информацией.
В качестве аппаратных решений этой проблемы существуют следующие решения — блокировка с помощью спец. ПО, флеш-накопители с системой защиты от записи (чаще всего реализуется в виде механического переключателя, разрешающего или запрещающего запись на накопитель).
Из-за утери флеш-накопителя с конфиденциальной информацией под угрозой может оказаться личная жизнь владельца. Для решения этой проблемы применяется стороннее криптографическое программное обеспечение (например, FreeOTFE). Некоторые флеш-накопители оборудованы системой шифрования, реализованной на аппаратном уровне.

## Восстановление данных с USB-флеш
Методика восстановления данных с неисправного USB-флеш накопителя состоит из нескольких этапов:
- Первый этап — это выпаивание микросхем памяти. Это необходимо сделать, потому что когда флешка выходит из строя, то чип памяти перестаёт быть доступным через USB интерфейс. При этом флешка может даже определяться в компьютере, но показывать, что у неё нулевой объём. Это происходит, потому что контроллер USB-флеш исправен, а доступа к микросхеме памяти у него нет из-за её повреждения. Единственным способом считать данные с повреждённой NAND микросхемы памяти является считывание полного дампа (образа) этой микросхемы. Это возможно сделать только по контактам микросхемы, установив её в специальный считыватель (ридер) программно-аппаратного комплекса;
- Второй этап — это считывания дампов (образов) с каждой из микросхем памяти USB-флеш накопителя. Микросхемы памяти изготавливаются в корпусах разного типа и размера. Для различных корпусов микросхем существуют соответствующего типа адаптеры (переходники). Адаптеры подключаются к основному блоку программно-аппаратного комплекса;
- Завершающим этапом работ по восстановлению данных с USB-флешки является сборка полученных дампов микросхем в единый образ: определяется тип ECC (код коррекции ошибок) и подбирается XOR. После чего появляется доступ к файловой системе с привычной для всех пользователей структурой файлов и каталогов[22];

## Флеш накопители с альтернативными интерфейсами
Кроме получивших широчайшее распространение USB-флеш-накопителей выпускались накопители с альтернативными интерфейсами - FireWire и eSATA.

## В искусстве
- Флэшка (фильм)